# 2774 Tenojoki
2774 Tenojoki è un asteroide della fascia principale del diametro medio di circa 35,6 km. Scoperto nel 1942, presenta un'orbita caratterizzata da un semiasse maggiore pari a 3,1800451 UA e da un'eccentricità di 0,1445994, inclinata di 8,54198° rispetto all'eclittica.